# Karaops deserticola
Espèce
Karaops deserticola est une espèce d'araignées aranéomorphes de la famille des Selenopidae.

## Distribution
Cette espèce est endémique du Nord-Ouest de l'Australie-Méridionale,. Elle se rencontre sur le mont Lindsay dans l'Anangu Pitjantjatjara Yankunytjatjara.

## Description
La femelle holotype mesure 5,72 mm.

## Publication originale
- Crews & Harvey, 2011 : The spider family Selenopidae (Arachnida, Araneae) in Australasia and the Oriental region. ZooKeys, no 99, p. 1-103 (texte intégral).